# Ortopiroxenita

Diagrama ternari de la peridotita; en verd el camp de l'ortopiroxenita.

L'Ortopiroxenita és una roca ultramàfica formada exclusivament per ortopiroxè (piroxè cristal·litzat en el sistema ortoròmbic). Pot tenir petites quantitats de clinopiroxè i d'olivina. Les ortopiroxenites es poden trobar en altres planetes; un exemple és el meteorit ALH 84001.